# Arcuphantes namhaensis
Arcuphantes namhaensis är en spindelart som beskrevs av Seo 2006. Arcuphantes namhaensis ingår i släktet Arcuphantes och familjen täckvävarspindlar. Inga underarter finns listade i Catalogue of Life.